# 美國氣候聯盟
美國氣候聯盟（英語：United States Climate Alliance）是美國部分州和非合併自治領地為了維持2015年巴黎協定在美國的承諾而成立的兩黨聯盟。為了達成巴黎協定內美國的目標，美國到2025年需要減少26至28%的二氧化碳排放，以2005年排放為基準，並需要達成或超越聯邦潔淨電力計劃定下的目標。聯盟在2017年6月1日美國總統唐納德·特朗普宣佈退出巴黎協定後成立。聯盟同時也成為了成員之間分享資訊和措施進一步發展和強化已有的氣候行動計劃的平台。
截至2019年3月12日，聯盟有22個成員，包括美國人口的50%和美國2016年本地生產總值超過50%，排除了波多黎各後，在2014年合共排放了佔全國25.51%的二氧化碳。

## 歷史
在聯盟成立以前的2017年5月，12個州簽署請願書敦促美國總統留在巴黎協定。聯盟在2017年6月1日美國總統唐納德·特朗普宣佈退出巴黎協定後成立。聯盟成立由以下三名州長宣佈：華盛頓州州長傑伊·英斯利、紐約州州長安德魯·庫默以及加利福尼亞州州長傑里·布朗。聯盟並非具有法律約束力的條約，而是對於氣候變化擁有相似政策州政府的結合 。
成立的新聞稿在6月1日以三個版本公佈，全部指出「紐約州、加利福尼亞州和華盛頓州代表美國超過5分之1的本地生產總值，承諾達成或超越美國聯邦潔淨電力計劃定下以2005年基準減少26至28%的碳排放的目標」。三個創始成員州州長都是民主黨成員，但聯盟本身是一個雙黨聯盟，也開放共和黨的州長成員。
6月1日晚上美國另外有7個州的州長宣佈維持該州對巴黎協定的支持，儘管不是聯盟的成員。這些州包括科羅拉多州、康涅迪格州、夏威夷州、俄勒岡州、麻薩諸塞州、羅德島州、佛蒙特州和弗吉尼亞州。接近70%的美國人，包括全部50個州的大部份人口支持巴黎協定。
6月2日，康涅狄格州州長丹內爾·馬洛伊宣佈該州將參與聯盟。同日麻薩諸塞州州長查利·貝克宣佈參與聯盟，成為第一個參與聯盟的共和黨州長。另一名共和黨的佛蒙特州州長菲爾·斯科特表示該州將會加入。羅德島州州長吉娜·雷蒙多宣佈該州也會加入。俄勒岡州州長凱特·布朗表示加入。夏威夷州州長大衛·伊藝宣佈夏威夷也會加入，成為聯盟第9個州。
6月5日，弗吉尼亞民主黨州長泰瑞·麥考夫宣佈弗吉尼亞州將會參與聯盟。明尼蘇達州州長馬克·代頓、特拉華州州長約翰·卡尼以及波多黎各總督瑞奇·羅塞略也在6月5日宣佈加入聯盟。
7月11日，科羅拉多州州長約翰·希肯盧珀宣佈科羅拉多州加入，成員州增至14個（包括波多黎各）。
7月13日聯盟開設了官方網站。
9月20日，北卡羅萊納州州長羅伊·庫珀宣佈該州將參與聯盟，加入聯盟的州份增至14個。2018年1月10日，馬里蘭州州長拉里·霍甘加入聯盟，加入州份升至15個。2018年2月21日，新當選的新澤西州州長菲爾·墨菲宣佈參與聯盟，加入州份升至16個。
2019年1月，伊利諾伊州州長J·B·普里茨克與新墨西哥州州長米歇爾·盧漢·格里沙姆宣佈加入聯盟，加入州份升至18個。
2019年2月，密歇根州州長格雷欽·惠特默、威斯康辛州州長托尼·埃弗斯以及緬因州州長珍妮特·米斯宣佈加入聯盟，加入州份升至21個。
2019年3月，內華達州州長斯蒂夫·西索萊克宣佈加入聯盟，加入州份升至22個。2019年4月，賓夕法尼亞州州長湯·沃爾夫宣佈加入，加入州份升至23個。2019年7月，蒙大拿州州長斯蒂夫·布洛克宣佈加入聯盟，加入州份增至24個。

## 成員
截至2019年7月1日，24個州、波多黎各和美屬薩摩亞參與了聯盟。美國有十個州當中的九個簽署更有企圖心和長期的Under2 MOU承諾，同時也是美國氣候聯盟成員。唯一公開拒絕參與的州份是新罕布什爾州。
*創始成員。3個創始州州長是聯盟的共同主席。
| 州/領地      | 州長/總督            | 州長/總督 | 州長/總督 | 加入          | 1990、2005及2014年二氧化碳排放量 （百萬公噸） | 1990、2005及2014年二氧化碳排放量 （百萬公噸） | 1990、2005及2014年二氧化碳排放量 （百萬公噸） | 2014年人均二氧化碳排放量 （公噸） |
| ------------ | -------------------- | --------- | --------- | ------------- | --------------------------------------------- | --------------------------------------------- | --------------------------------------------- | --------------------------------- |
| 加利福尼亚州 | 傑里·布朗            |           | D         | 2017年6月1日  | 363.8                                         | 389.4                                         | 358.0                                         | 9.2                               |
| 纽约州       | 安德魯·庫默          |           | D         | 2017年6月1日  | 208.9                                         | 211.6                                         | 169.7                                         | 8.6                               |
| 华盛顿州     | 傑伊·英斯利          |           | D         | 2017年6月1日  | 70.9                                          | 78.5                                          | 73.4                                          | 10.4                              |
| 康涅狄格州   | 丹內爾·馬洛伊        |           | D         | 2017年6月2日  | 40.9                                          | 44.1                                          | 35.1                                          | 9.8                               |
| 罗得岛州     | 吉娜·雷蒙多          |           | D         | 2017年6月2日  | 8.9                                           | 11.2                                          | 10.6                                          | 10.1                              |
| 马萨诸塞州   | 查利·貝克            |           | R         | 2017年6月2日  | 83.7                                          | 84.5                                          | 63.8                                          | 9.5                               |
| 佛蒙特州     | 菲爾·斯科特          |           | R         | 2017年6月2日  | 5.5                                           | 6.8                                           | 5.9                                           | 9.4                               |
| 俄勒冈州     | 凱特·布朗            |           | D         | 2017年6月2日  | 30.8                                          | 41.1                                          | 38.0                                          | 9.6                               |
| 夏威夷州     | 大衛·伊藝            |           | D         | 2017年6月2日  | 21.7                                          | 23.0                                          | 18.4                                          | 13.0                              |
|              | 泰瑞·麥考夫          |           | D         | 2017年6月5日  | 95.3                                          | 129.2                                         | 104.0                                         | 12.5                              |
| 明尼苏达州   | 馬克·代頓            |           | DFL       | 2017年6月5日  | 78.9                                          | 101.9                                         | 94.9                                          | 17.4                              |
| 特拉华州     | 約翰·卡尼            |           | D         | 2017年6月5日  | 17.6                                          | 17.4                                          | 13.3                                          | 14.2                              |
| 波多黎各     | 瑞奇·羅塞略          |           | PNP       | 2017年6月5日  | 20.5                                          | 37.4                                          | 28.3                                          | 7.9                               |
| 科罗拉多州   | 約翰·希肯盧珀        |           | D         | 2017年7月11日 | 65.2                                          | 95.4                                          | 91.6                                          | 17.1                              |
| 北卡罗来纳州 | 羅伊·庫珀            |           | D         | 2017年9月20日 | 111.4                                         | 154.0                                         | 126.8                                         | 12.8                              |
| 马里兰州     | 拉里·霍甘            |           | R         | 2018年1月10日 | 70.3                                          | 83.5                                          | 61.5                                          | 10.3                              |
| 新泽西州     | 菲爾·墨菲            |           | D         | 2018年2月21日 | 110                                           | 131                                           | 114                                           | 12.68                             |
| 伊利诺伊州   | J・B・普里茨克       |           | D         | 2019年1月23日 | 193                                           | 246                                           | 235                                           | 17.1                              |
| 新墨西哥州   | 米歇爾·盧漢·格里沙姆 |           | D         | 2019年1月29日 |                                               |                                               |                                               |                                   |
| 密西根州     | 格雷欽·惠特默        |           | D         | 2019年2月4日  |                                               |                                               |                                               |                                   |
| 威斯康星州   | 托尼·埃弗斯          |           | D         | 2019年2月4日  |                                               |                                               |                                               |                                   |
| 缅因州       | 珍妮特·米斯          |           | D         | 2019年2月28日 |                                               |                                               |                                               |                                   |
| 内华达州     | 斯蒂夫·西索洛克      |           | D         | 2019年3月12日 |                                               |                                               |                                               |                                   |
| 宾夕法尼亚州 | 湯姆·沃爾夫          |           | D         | 2019年4月29日 |                                               |                                               |                                               |                                   |
| 蒙大拿州     | 史提夫·布洛克        |           | D         | 2019年7月1日  |                                               |                                               |                                               |                                   |

科羅拉多州州長約翰·希肯盧珀發表了一項聲明，指特朗普退出是一項「嚴重錯誤」，並指其決定尤如「應該拉動開傘索時撕破降落傘」。
明尼蘇達州州長馬克·代頓指「此決定雖然造成破壞，但不會阻止我們的努力」。2007年，明尼蘇達州通過了自己的新世代能源法案，超過巴黎協定的要求，2025年時減少溫室氣體排放30%，2050年減少80%。
波多黎各雖然不是美國的州分，但也對特朗普總統退出的決定表示沮喪。總督瑞奇·羅塞略指出「作為州長，同時也是科學家，我反對美國退出巴黎協定。我們的政府承諾保護我們的環境，而我們認為即使微小的改變也可以在我們的地球作出巨大而長久的影響」。2014年9月發表了一項將1990年至2014年在波多黎各產生的溫室氣體量化的科學研究。然而，2015年3月無法在波多黎各參議院通過法案，要求設立氣候變化委員會準備執行氣候行動計劃，集中於策略和對溫室氣體減排訂立目標。由於缺乏分析資料，潔淨電力計劃豁免了波多黎各對產生能源的特定溫室氣體減排。不過波多黎各議會通過了可再生檔案標準，要求波多黎各電力機構自2015年起需有12%電力來自可再生能源，2020年提升至15%、2035年提升至20%。
根據聯盟網站，成員州合併有：
- 多於美國人口33%
- GDP有7.16萬億美元
- 130萬潔淨能源職位

### 其他支持巴黎協定的州和領土
截至2017年7月，美國另有9個州長和華盛頓特區市長表達了該州對巴黎協定的支持，其中四個是民主黨州長、六個是共和黨州長。十個表達支持巴黎協定卻未加入聯盟的州和領土佔美國碳排放量21.75%。這些州和領土合共有大約6700萬人口，或美國人口20.8%。
北卡羅萊納州是唯一簽署《我們仍在》聲稱但沒有參與美國氣候聯盟的州份。該聲稱是美國各公司、投資者、大學、學院、州、縣和城市，不約束成員達到特定溫室氣體減排目標或其他承諾，但各成員都以簽署方式承諾雖然美國退出巴黎協定，但他們「會繼續支持氣候行動符合巴黎協定」與「追求有企圖心的氣候目標」。該聲稱成員訂立的氣候目標，與美國溫室氣體排放集體減少影響相關氣候行動綱領，將在2017年11月首次由「美國保證」組織報告，作為向聯合國氣候變化框架公約的「社會國家意向決定貢獻」一部分。
蒙大拿州州長史提夫·布洛克稱退出「短視和危險」。去年布洛克州長發表了蒙大拿州能源藍圖。他說「詢問任何一名蒙大拿農民、牧人、獵人、釣魚者或滑雪者 - 氣候變化是真實的，並對我們經濟和生活方式造成威脅。」
馬里蘭州州長拉里·霍甘起初在2017年6月1日表達對巴黎協定的支持，但未有聲有支持馬里蘭州加入聯盟 。相反他多次表達不會帶領馬里蘭州加入聯盟：2017年6月8日，霍甘表達他對組織目的感到混淆，指「我們不肯定組織的意向是甚麼」，同時又展示他理解規則，認為馬里蘭州「已經達成他們大部分所爭取的」。2009年，馬里蘭州通過溫室氣體減排法案，要求到2020年減少至比2006年基準的25%排放。霍甘在2016年4月簽署了法案的更新版本，並延長目標至2030年減排40%。
賓夕法尼亞州官方表示儘管特朗普退出巴黎協定，州長湯姆·沃爾夫將繼續強制遵守氣候政策。2017年5月12個簽署了請願敦促美國總統留在巴黎協定的12個州當中，賓夕法尼亞州是目前唯一一個未有參與美國氣候聯盟的州份。賓夕法尼亞州眾議院在6月22日提交了一項決議草案，要求該州加入美國氣候聯盟，現時正在考慮中。
連同聯盟成員，這些州佔美國總排放量的39.96%，同時也佔美國人口的53.07%。

### 其他帶有溫室氣體減排目標的州和領地
截至2016年12月，另有5名美國州長過去實行該州的溫室氣體減排目標，但在宣佈公眾支持達成美國在巴黎協定內溫室氣體減排目標（2025年二氧化碳等值低於2005年水平26-28%）時撤回。
密歇根州州長辦公室在2017年指出他們沒有參與美國氣候聯盟的計劃。
新罕布什爾州是唯一簽署了Under2 MOU但公開拒絕參與美國氣候聯盟的州份。
2017年新澤西州州長選舉當中民主黨候選人菲爾·墨菲批抨特朗普總統的決定，並表示若當選為新澤西州州長將加入美國氣候聯盟。6月26日，新澤西州參議院通過法案要求該州參與美國氣候聯盟，當新澤西州眾議院宣佈同意後即實行。

### 城市
數以百計的美國市長亦表達了對聯盟目標的支持。這些城市包括首都華盛頓特區以及全國10個人口最多的城市：紐約、洛杉磯、芝加哥、休斯頓、鳳凰城、費城、聖安東尼奧、聖迭戈、達拉斯和聖荷西。超過200座城市是全國市長氣候行動綱領的成員，是美國市長承諾遵守巴黎協定的組織。非成員的城市如巴爾的摩、夏洛特、印第安納波利斯和孟菲斯也獨自承諾遵守巴黎協定。

## 外部連結
- 美國氣候聯盟 - 官方網站 （页面存档备份，存于）